# Харикумар
Харикумар (малаял. ഹരികുമാർ; 1956, Тривандрам, Керала, Индия — 6 мая 2024, Тривандрам) — индийский кинорежиссёр
 и сценарист, снимавший фильмы на малаялам. Лауреат Национальной кинопремии и кинопремии штата Керала.

## Биография
Харикумар родился в 1956 году в семье Рамакришны Пиллаи и Аммукуттьяммы в деревне Канчинада округа Тируванантапурам. Окончил десять классов школы в соседней деревне Бхаратаннур и поступил на факультет гражданского строительства в колледж Тривандрама.
В 1975 году он получил должность помощника инженера в Колламе. Там он вступил в киноклуб и приобщился к миру кино. В рамках деятельности клуба он писал рецензии на фильмы и брал интервью у известных кинематографистов. Постепенно он стал известен в кинокругах и вскоре устроился помощником режиссёра.
Как самостоятельный режиссёр Харикумар дебютировал в 1981 году, сняв драму Aambal Poovu на основе рассказа писателя Перумбадавама Шридхарана о жизни танцовщицы кабаре. Съёмки едва не пришлось прекратить из-за финансовых проблем, поскольку продюсер фильма неожиданно скончался.
За следующие сорок лет режиссёр снял 18 фильмов, балансируя между мейнстримом и параллельным кино. Многие из его кинолент основаны на работах известных писателей на малаялам. Два его фильма конца 1980-х — Jaalakam (1987) и Oozham (1988) — были созданы по сценарию поэта Балачандрана Чулликада. Сценарий для Ezhunnallathu 1991 года о человеке, который решает найти своего единокровного брата от внебрачной связи отца, был написан С. Бхасурачандраном на основе рассказа самого Харикумара. Благодаря неожиданному твисту в конце, картина привлекла много внимания.
Лучшей работой режиссёра считается Sukrutham, вышедший в 1994 году. Сценарий к нему написал М. Т. Васудеван Наяр, а главные роли исполнили Маммутти, Гаутами, Манодж К. Джаян и Шанти Кришна. Главный герой фильма — больной раком, у которого мало надежды на выздоровление, но он возвращается к жизни после специального лечения, только чтобы обнаружить, что ему больше нет места рядом с близкими. Картина получила Национальную кинопремию за лучший фильм на языке малаялам и ещё около сорока премий в различных номинациях.
Помимо художественного кино Харикумар снял восемь документальных и два телефильма. Его Rachiyamma (2004), созданная для телеканала Doordarshan выиграла Кинопремию штата Керала. Режиссёр дважды входил в состав жюри Национальной кинопремии: в 2005 и 2008 годах, а в 2017—2020 годах занимал пост председателя Института кино имени К. Р. Нараянана.
В 2016 году Харикумар снял драму Kaattum Mazhayum по сценарию Сантоша Ечиканама, на основе его собственного сюжета, за что был отмечен кинопремией штата.
В следующем году он снял Clint — биографический фильм о Эдмунде Томасе Клинте — вундеркинде, который за свою менее чем семилетнюю жизнь нарисовал более 25 000 картин. Последний фильм Харикумара, Autorickshawkarante Bharya по сценарию М. Мукундана, вышел в конце 2022 года.
Режиссёр скончался 6 мая 2024 года в больнице в Тривандрама, где проходил лечение от рака.
Его жена Чандрика была учительницей. Старшая дочь Амму — инженер-программист. Младшая, Гитанджали, закончила аспирантуру по специальности «визуальная коммуникация» и работает в киноиндустрии.